# 卫禄义
卫禄义牧师（George Louis Williams；1858年10月4日—1900年7月31日）美国公理会传教士，1900年在中国山西殉道。
1858年10月4日，卫禄义出生于美国康涅狄格州Southington。卫禄义于1888毕业于俄亥俄州欧柏林学院，1891年毕业于欧柏林神学院。1891年5月21日，按立为公理会牧师。同年与妻子（Alice Moon Williams，1860-1952）结婚。7月29日，受美国公理会差会差遣，卫禄义夫妇前往中国传教，1892年抵达山西太谷。学习一年中文之后开始工作。在那里还有许多欧柏林学生志愿传道团传教士。卫禄义主要的工作是帮助鸦片瘾君子戒除毒瘾。
1900年7月，义和团包围了太谷南街的传教站大院福音院。1900年7月31日，一群义和团攻入福音院，放火烧房，卫禄义牧师和其他五位美国公理会传教士——来浩德牧师（Dwight Howard Clapp；1848－1900）、来浩德师母（Mary Jannie Clapp）、德富士牧师（Francis Ward Davis）、贝如意姑娘（Susan Rowena Bird）、露美乐姑娘（Mary Louise Partridge），同时在山西太谷南街福音院殉道。卫禄义牧师时年41岁。
1899年，卫禄义师母和三个女儿回俄亥俄度假，屠杀发生时不在太谷。事件平定后，卫禄义师母回到中国，继续服务（1909-1912）。
1903年，在欧柏林学院的校园里，建立了纪念在中国山西殉道的欧柏林学生志愿传道团传教士的纪念拱门。1908年，成立了铭贤社（欧柏林山西纪念协会，Oberlin Shansi Memorial Association）。在欧柏林学院的帮助下，欧柏林毕业生孔祥熙在太谷在赔偿给公理会的土地上，开设了铭贤学院。1949年后，铭贤学院改为山西农业大学。